# بيتر بنوا
بيتر بنوا هو ملحن وموزع وعالم موسيقى وسياسي بلجيكي، ولد في 17 أغسطس 1834 في هاريل بيك في بلجيكا، وتوفي في 8 مارس 1901 في أنتويرب في بلجيكا.

## روابط خارجية
- بيتر بنوا على موقع الموسوعة البريطانية (الإنجليزية)
- بيتر بنوا على موقع ميوزك برينز (الإنجليزية)
- بيتر بنوا على موقع أول ميوزيك (الإنجليزية)
- بيتر بنوا على موقع ديسكوغز (الإنجليزية)